# Rafael Allendesalazar y Urbina
Rafael Allendesalazar y Urbina, III conde de Tobar (Madrid, 11 de mayo de 1918 - 25 de diciembre de 2000) fue un militar y aristócrata español, capitán general de la III y I Región Militar de España.

## Biografía
Hijo de Francisco Javier Allendasalazar y Azpíroz y de María de la Paz de Urbina y Melgarejo, a la muerte de su padre heredó el título de conde de Tobar. El inicio de la Guerra Civil le va a sorprender en San Sebastián donde se unió a los requetés y luchó en el frente del Norte. A continuación ingresó en la Academia de Alféreces Provisionales de Burgos y en 1937 fue ascendido a teniente. Herido en el frente de Madrid, en 1938 fue condecorado con la Medalla de Sufrimientos por la Patria. Después de la guerra fue destinado a San Sebastián pero en 1942 se enroló en la División Azul. Participó en la batalla de Krasni Bor, fue ascendido a capitán y condecorado con la Cruz de Hierro. En 1945 volvió a España, donde se casó con Pilar Pérez de Guzmán y Escrivá de Romaní, hija del marqués de Marbais, fue ascendido a comandante y destinado a la Capitanía General de Valladolid. En 1951 quedó viudo y durante un año ingresó en la Cartuja de Miraflores. Volvió al Ejército y en 1957 se graduó en la Escuela de Estado Mayor. En 1958 fue ascendido a teniente coronel. En 1962 hizo una estancia formativa en París y en 1964 fue profesor en la Escuela de Estado Mayor. Ascendido a coronel, fue agregado militar de la embajada española en París, y más tarde en Bruselas, hasta finales de 1973. En 1975 fue ascendido a general de brigada y destinado a la Comandancia General de Melilla. El 5 de enero de 1979 fue nombrado gobernador militar de Madrid, en sustitución de Constantino Ortín Gil, asesinado pocos días antes por la banda terrorista ETA. En ese puesto le sorprende el Golpe de Estado del 23 de febrero de 1981.
El 27 de febrero de 1981 fue nombrado jefe de la División de Montaña "Urgel" número 4 y gobernador militar de Lérida. El 10 de diciembre de 1981 fue ascendido a teniente general y nombrado capitán general de la III Región Militar. Dejó el cargo el 6 de febrero de 1983 cuando fue nombrado capitán general de la I Región Militar. El 31 de agosto del mismo año pasa a la reserva.
En mayo de 1988 fue centro de una polémica por la publicación de una carta en el diario ABC solicitando el indulto para su primo, el general Alfonso Armada, condenado a 30 años de cárcel por el Golpe de Estado de 1981.